# آیسن
آیسن (به آلمانی: Eissen) یک منطقهٔ مسکونی در آلمان است که در ویللباداسن واقع شده‌است. آیسن ۷۱۸ نفر جمعیت دارد.